# 관짝가오리
관짝가오리(coffin ray)는 전기가오리목에 속하는 가오리류 종의 하나이다. 학명은 히프노스 모놉테리기우스(Hypnos monopterygius) 오스트레일리아 토착종으로 수심 80m 이하의 얕은 연안 수역에서 주로 발견된다. 관짝가오리과(Hypnidae) 관짝가오리속(Hypnos)의 유일종이다. 토르페도과의 관짝가오리아과(Hypninae)로 분류하기도 한다.